# Tapis vert (Versailles)
Pour les articles homonymes, voir Tapis vert et Allée Royale.
Le tapis vert, également dénommé Allée royale, est un parterre de pelouse du jardin de Versailles, en France.
Le tapis vert existait déjà du temps du parc de Louis XIII. André Le Nôtre le fit élargir et décorer de 12 statues et 12 vases, beaucoup venant de l'académie de France à Rome.
Cette grande pelouse est située dans la grande perspective du château de Versailles, entre le parterre de Latone et le bassin d'Apollon et elle est bordée de chaque côté par une allée et formant un plan incliné (ce qui superpose les lignes d'horizon avec celles du Grand Canal). Cet ensemble est long de 335 mètres et large de 40.

## Histoire
Dessiné dès le premier jardin créé sous le règne de Louis XIII, le tapis vert se présente sous la forme d’une allée d’une quinzaine de mètres de largeur, accusant une forte pente, aboutissant au bassin de la pièce d’eau des cygnes qui deviendra le Bassin d'Apollon qui sera creusé au début des années 1660. 
Vers 1665, l’allée est élargie jusqu'à mesurer de nos jours environ 45 mètres de large et sa pente considérablement adoucie,.

## Présentation

### Dénomination
Situé dans la grande perspective du château de Versailles, entre le parterre de Latone et le bassin d’Apollon, cette allée royale se présente comme un tapis vert (d'où son appellation) bordé de chaque côté par une allée.
Le tapis vert est ornementé de douze statues et douze vases, dont un grand nombre provient de l’académie de France à Rome.

## Sculptures

### Côté Nord

#### La Fourberie
— Statue de Louis Le Conte :
La Fourberie est représentée par une femme souriante, tenant un masque qui symbolise l'art de la dissimulation. À ses pieds se trouve un renard, animal rusé et trompeur.

#### Junon
— Statue du sculpteur Jean-Jacques Clérion, 1689.

#### Hercule et Télèphe
— Statue de Noël Jouvenet, 1685:
Hercule s'appuyant de la main droite sur sa massue, portant sur le bras gauche son jeune fils Télèphe.

#### Vénus Médicis
— Statue de Michel Monier et Nicolas Frémery, 1687:
L'original de cette statue se trouve à la Galerie des Offices à Florence. Décrite pour la première fois en 1638 dans la collection de la villa Médicis à Rome, elle connaît un rapide succès et est copiée de nombreuses fois. Louis XIV en possédait cinq copies par Carlier, Clérion, Coysevox, Frémery dont une en bronze par les frères Jean-Balthazar et Jean-Jacques Keller.
Vénus est représentée nue, la main sur le sein, un dauphin derrière elle.

#### Cyparisse et son cerf
— Statue d'Anselme Flamen, 1687:
Selon les Métamorphoses d'Ovide, Cyparisse était aimé d'Apollon. Le jeune homme avait comme compagnon de jeu un cerf apprivoisé qu'il tua un jour, par erreur, de son javelot. Il demanda alors à Apollon de mourir et le dieu le transforma en cyprès, symbole de la tristesse éternelle.

### Côté Sud

#### Faune au chevreau
— Statue d'Anselme Flamen, 1685-1686:
Ce faune est une copie d'après l'antique se trouvant dans les collections de la reine Christine de Suède à Rome. C'est une des quatre copies d'antiques de l'Allée Royale. Cette statue, qui témoigne du goût persistant pour les œuvres antiques, représente un jeune faune tenant de la main gauche un chevreau autour des épaules et de la droite un bâton. Derrière lui se trouve un tronc d'arbre auquel est accroché une sacoche.

#### Didon
— Statue de Jean-Baptiste Poultier, 1689:
Didon est la reine fondatrice de Carthage où elle accueille Énée après la chute de Troie. Ils tombent alors mutuellement amoureux l'un de l'autre mais les dieux rappellent Énée à son devoir : il doit aller fonder une nouvelle Troie (ce sera Rome). À regret, il quitte alors Carthage, et Didon, folle de douleur, fait alors allumer un bûcher pour y détruire tous les objets laissés par Énée. Au comble de son désespoir, elle monte alors sur le bûcher, saisit l'épée de son amant et se poignarde.

#### Amazone
— Statue de Jacques Buirette, 1685-1693:
Les Amazones sont un peuple de femmes guerrières de la mythologie grecque qui habitent en Cappadoce dans l'actuelle Turquie. On dit qu'elles se coupaient le sein droit pour pouvoir tirer à l'arc plus facilement. Leur reine était Hyppolite ou Antiope qui eut un fils de Thésée prénommé également Hippolyte. Ici l'amazone est représentée préparant son arc et ses flèches alors qu'à ses pieds se trouve tout son attirail militaire.

#### Achille à Skyros
— Statue de Philibert Vigier, 1695:
Pour éviter que son fils ne participe à la Guerre de Troie, Thétis confie son fils Achille à Lycomède, roi de Skyros, afin que le jeune homme soit élevé parmi les filles du roi et passe inaperçu. Pour le retrouver, Ulysse se présente à la cour du roi, déguisé en marchand et offre aux princesses des étoffes parmi lesquelles il a dissimulé des armes. Achille s'en empare et est reconnu. L'élan de la statue marque une nouvelle étape dans la statuaire versaillaise où le modèle antique laisse la place à une plus grande inventivité, annonçant ainsi le siècle prochain.

## Galerie Photo

Quelques photos du tapis vert et de son evironnment
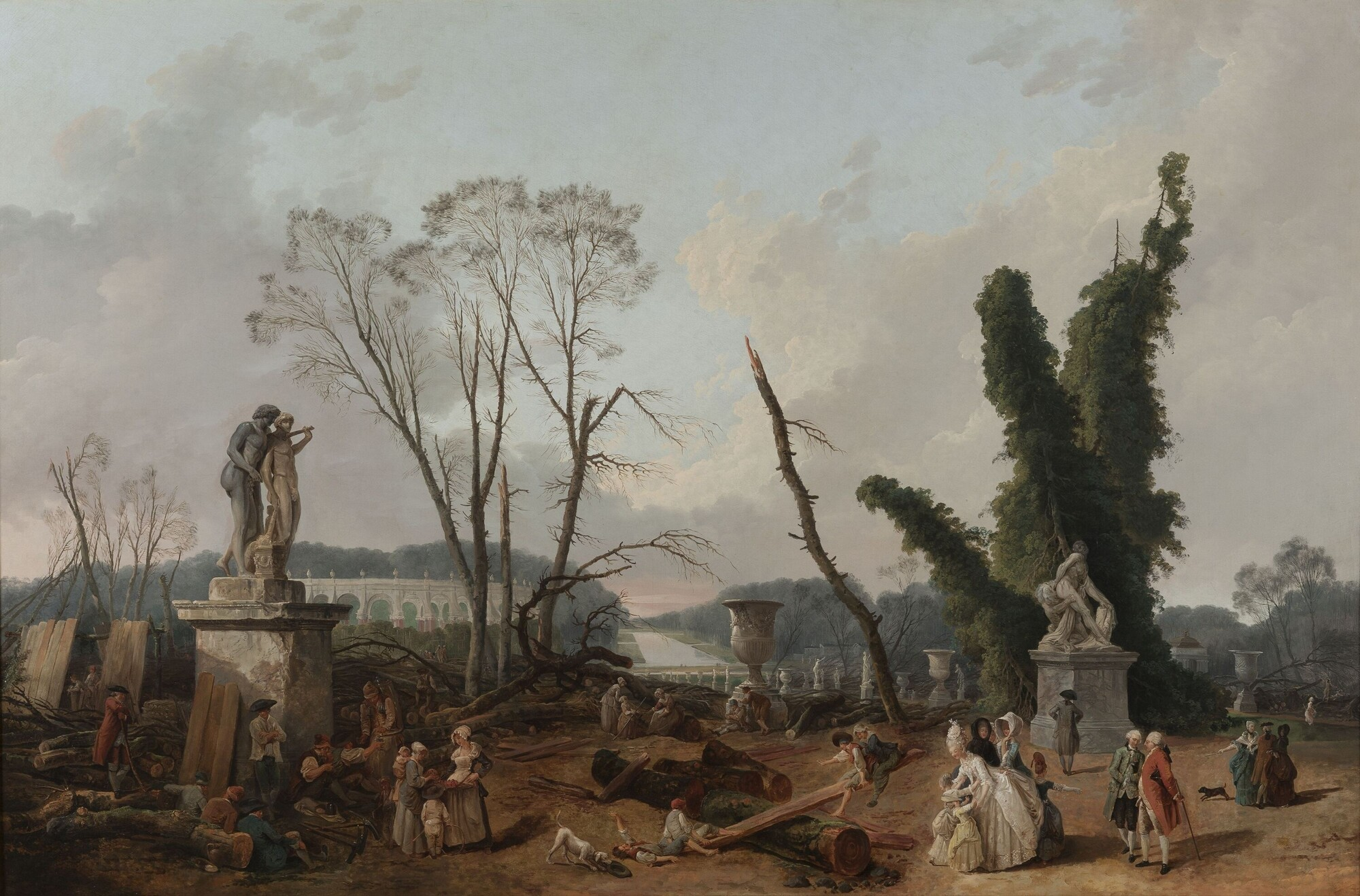
L'entrée du Tapis vert au moment des grands travaux d'élagage de 1775.
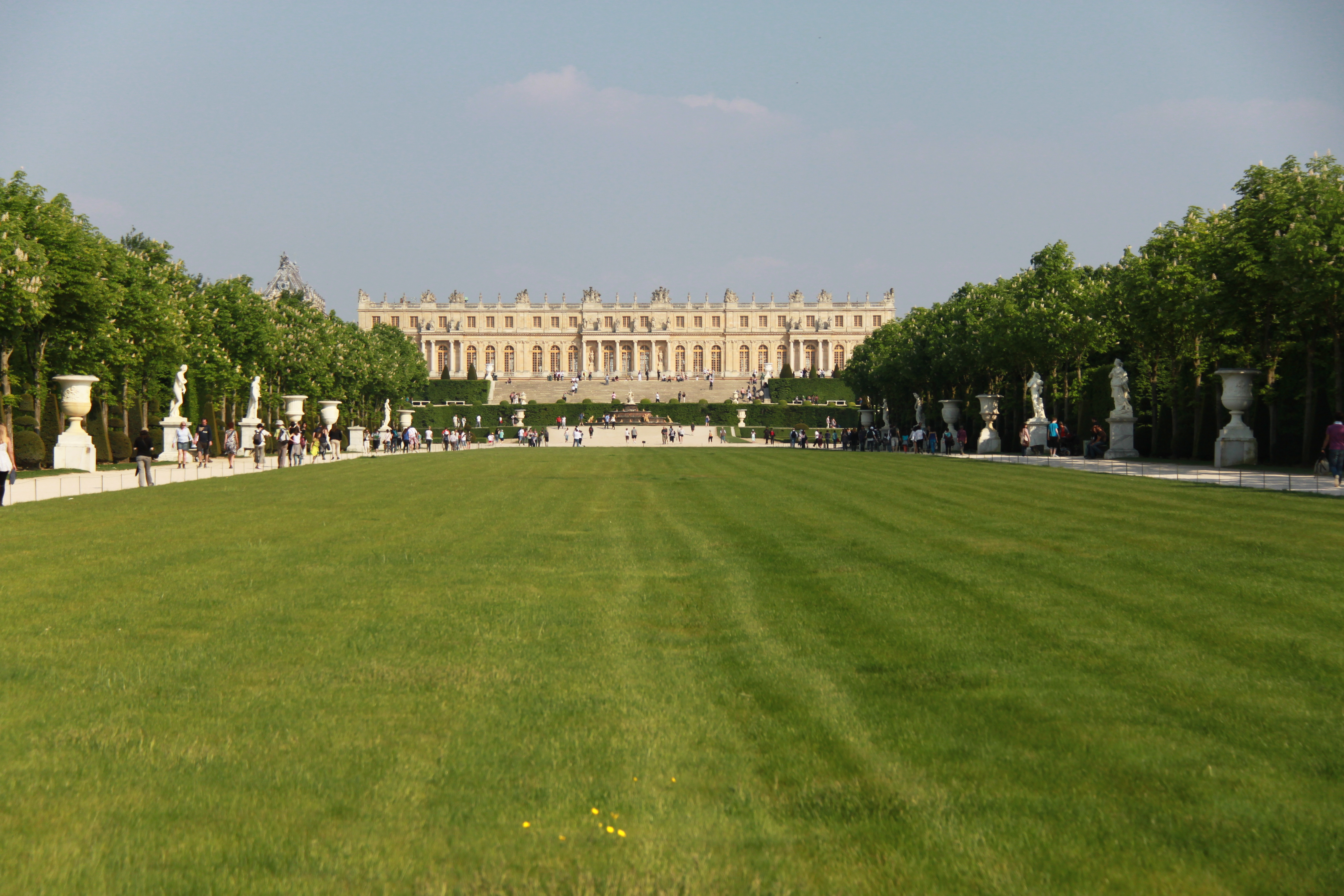
Le tapis vert face au château.
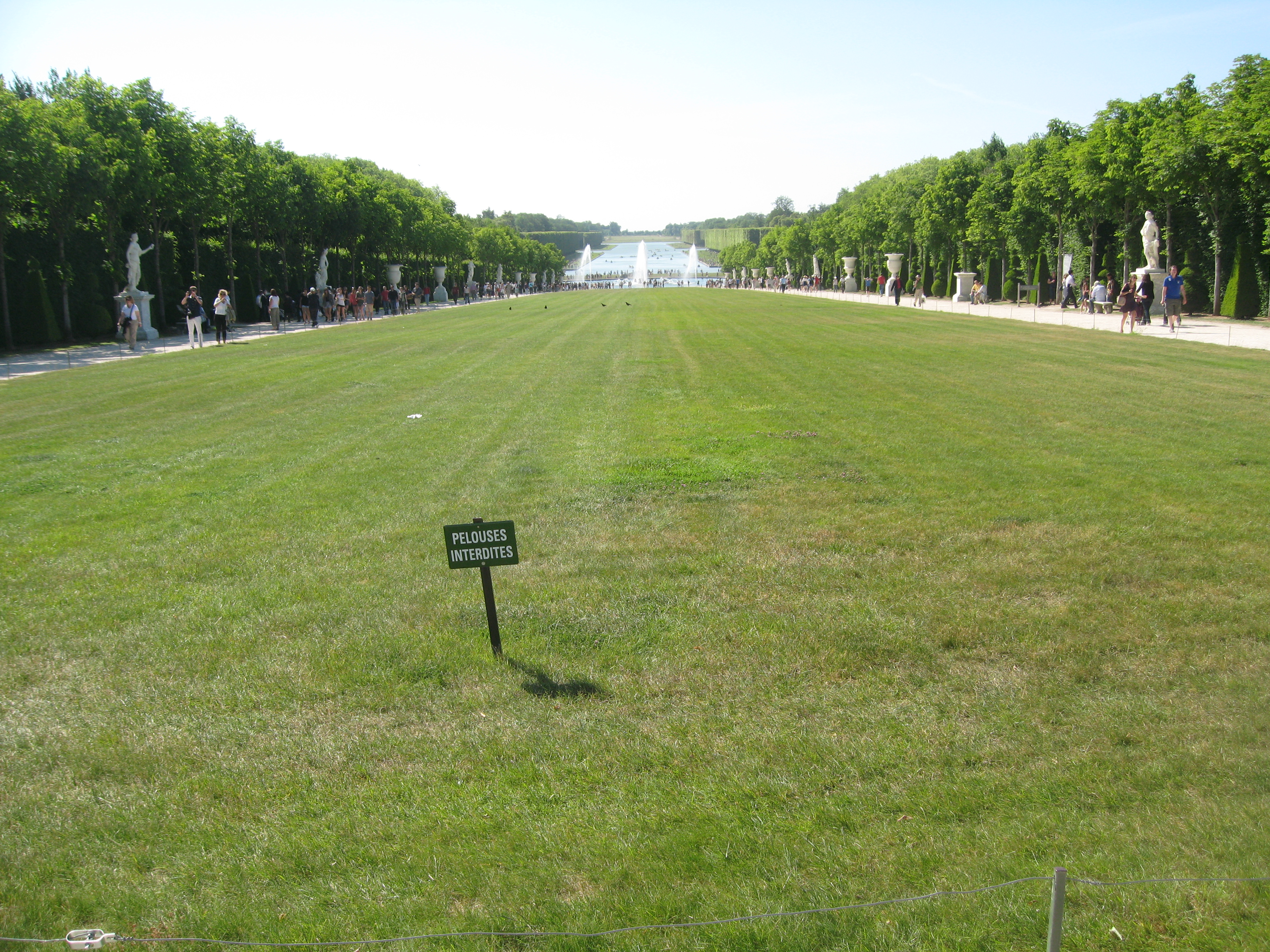
Tapis vert en direction du bassin d'Appolon
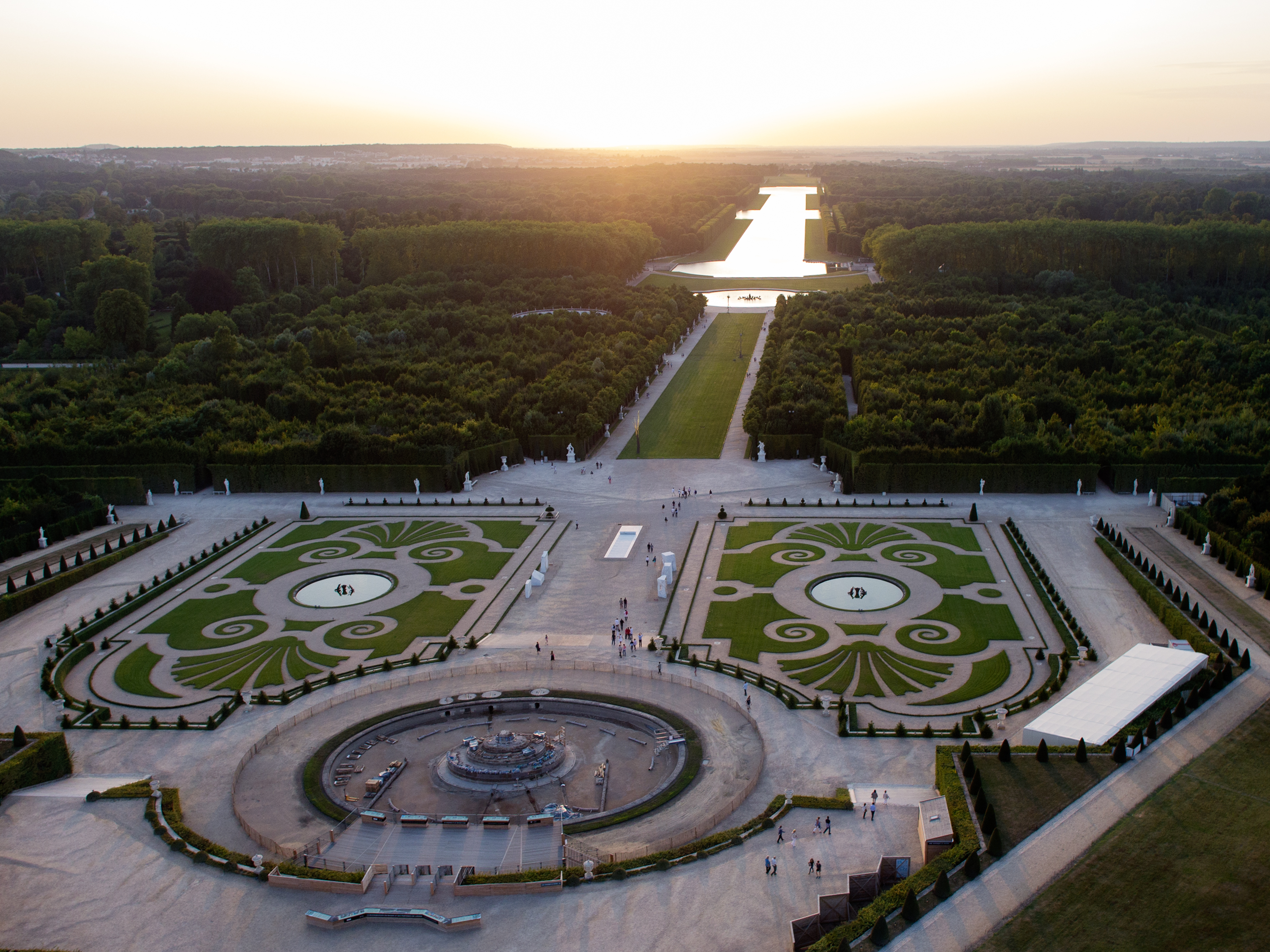
Parterre de Lation, Tapis vert, Bassin d'Appolon et Grand Canal
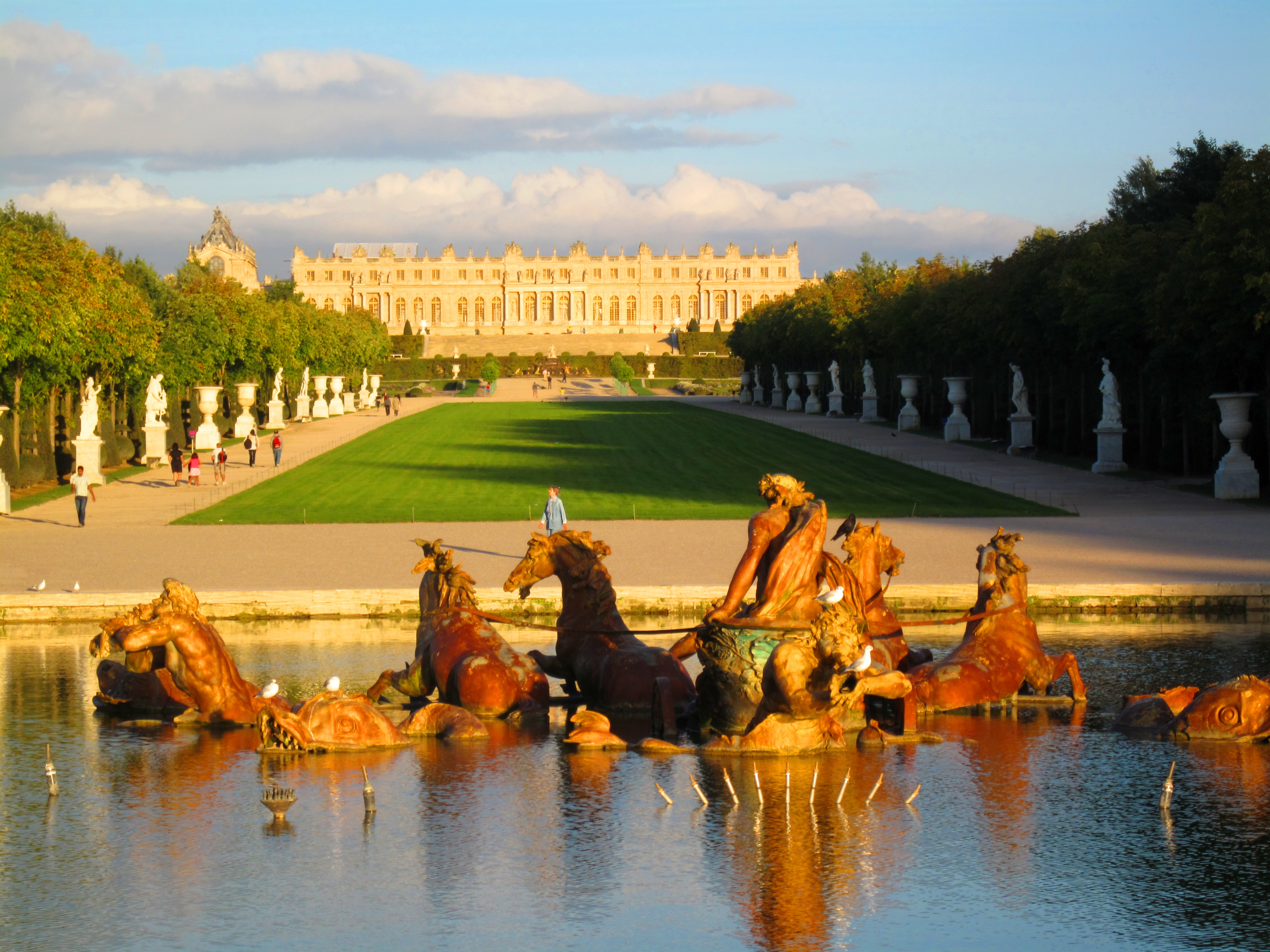
Le tapis vert au coucher du Soleil
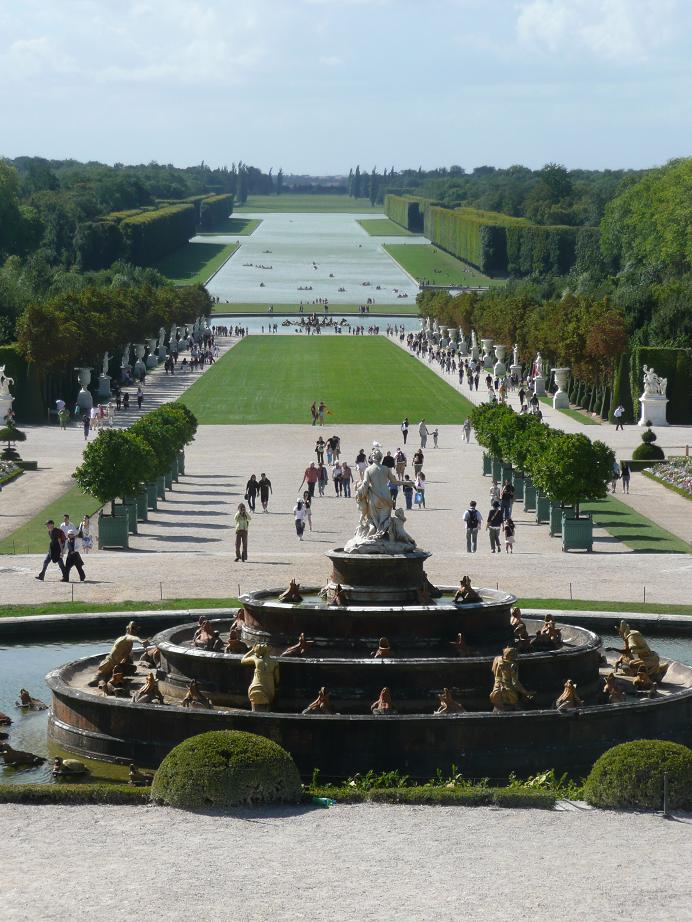
Sculptures du Tapis vert au second plan.